# 长叶兰
长叶兰（学名：Cymbidium erythraeum），为兰科兰属下的一个植物种。